# Брівки
Брівки (раніше — Бровки) — проміжна станція Козятинської дирекції Південно-Західної залізниці (Україна), розташована на дільниці Козятин I — Фастів I між зупинними пунктами Вчорайше (відстань — 8 км) і Харліївка (10 км). Відстань до ст. Козятин I — 35 км, до ст. Фастів I — 58 км.
Розміщується в селі Ярешки, з іншого боку залізниці прилучається село Бровки Перші Бердичівського району.

## Історія
Станція виникла 1870 року, коли було відкрито лінію Київ — Фастів — Козятин. Поруч розташовувалося село Бровки (нині Бровки Перші), від якого станція і отримала назву.
Час заснування поселення невідомий. В кінці 19 століття залізнична станція Бровки належала до Бровківської волості Сквирського повіту Київської губернії. Відстань до повітового міста Сквира — 41 верста, до поштової казенної станції в Попільні — 21 верста, до поштової земської станції в Ярешках — 1 верста. Кількість мешканців становила 30 осіб, з них 12 чоловіків та 18 жінок. Дворів — 1. Основним заняттям мешканців була служба. Пожежна частина мала помпу, дві діжки, 10 відер та 6 багрів.
Станом на 17 грудня 1926 року перебуває на обліку в складі Бровківської Першої сільської ради Вчорайшенського району Бердичівської округи. Відповідно до перепису населення СРСР 17 грудня 1926 року, чисельність населення становила 27 осіб, з них, за статтю: чоловіків — 11, жінок — 16; етнічний склад: українців — 21, росіян — 6. Кількість домогосподарств — 9, з них, несільського типу — 9. Відстань до центру сільської ради, с. Бровки Перші, становила 1 версту, до районного центру, с. Вчорайше — 8 верст, до окружного центру в Бердичеві — 45 верст. На 1 вересня 1946 року як самостійний населений пункт не значиться.
1964 року лінію, на якій розташовано станцію, було електрифіковано. Від станції відгалужується 22-кілометрова промислова залізниця до центру громади, м. Андрушівка.